# Фостер (Небраска)
Фостер (англ. Foster) — селище (англ. village) в США, в окрузі Пієрс штату Небраска. Населення — 42 особи (2020).

## Географія
Фостер розташований за координатами 42°16′29″ пн. ш. 97°39′54″ зх. д. / 42.27472° пн. ш. 97.66500° зх. д. (42.274699, -97.665093).  За даними Бюро перепису населення США в 2010 році селище мало площу 0,58 км², уся площа — суходіл.

## Демографія
Згідно з переписом 2010 року, у селищі мешкала 51 особа в 26 домогосподарствах у складі 17 родин. Густота населення становила 88 осіб/км².  Було 32 помешкання (55/км²).
Расовий склад населення:
| - 100,0 % — білих |

До двох чи більше рас належало 0,0 %. Частка іспаномовних становила 0,0 % від усіх жителів.
За віковим діапазоном населення розподілялося таким чином: 15,7 % — особи молодші 18 років, 60,8 % — особи у віці 18—64 років, 23,5 % — особи у віці 65 років та старші. Медіана віку мешканця становила 52,3 року. На 100 осіб жіночої статі у селищі припадало 104,0 чоловіків;  на 100 жінок у віці від 18 років та старших — 104,8 чоловіків також старших 18 років.
Середній дохід на одне домашнє господарство  становив 43 468 доларів США (медіана — 41 667), а середній дохід на одну сім'ю — 49 021 долар (медіана — 43 750). За межею бідності перебувало 5,4 % осіб, у тому числі 0,0 % дітей у віці до 18 років та 0,0 % осіб у віці 65 років та старших.
Цивільне працевлаштоване населення становило 36 осіб. Основні галузі зайнятості: освіта, охорона здоров'я та соціальна допомога — 30,6 %, виробництво — 19,4 %, мистецтво, розваги та відпочинок — 16,7 %.